# Tiefeng
Tiefeng är ett stadsdistrikt i Qiqihar i Heilongjiang-provinsen i nordöstra Kina.